# Enigma Otiliei
Enigma Otiliei este un roman de tip balzacian scris de George Călinescu în anul 1938.

## Rezumat
Felix Sima, un tânăr de 18 ani din Iași, vine în București la unchiul său Costache Giurgiuveanu pentru a urma Facultatea de medicină. Ajuns la adresa indicată, Otilia, fata vitregă a bătrânului, îl invită în casă, unde îi cunoaște pe membrii familiei: mătușa Aglae, unchiul Simion și copiii acestora Titi, Aurica, Olimpia, ginerele Stănică Rațiu precum și prietenul de familie Leonida Pascalopol. A doua zi, Otilia îi arată locuința, el remarcă felul jucăuș al fetei și este surprins când găsește o scrisoare adresată acesteia, pe numele Otilia Mărculescu. Fata este râvnită de Leonida Pascalopol și invidiată de toți membrii familiei Tulea. Felix, curios de enigma numelui Mărculescu, descoperă soarta Otiliei care nu este cu mult diferită de a sa. Fata a rămas orfană de mică și este crescută de tatăl său vitreg, moș Costache. Pascalopol a cunoscut-o pe mama Otiliei și de atunci i-a ajutat foarte mult, Otilia purtându-i o stimă deosebită. Rugat de Aglae, Felix îl meditează pe Titi care a rămas corigent, și în aceste împrejurări sora sa Aurica se atașează de tânăr. El, însă, se simte tot mai atras de Otilia pe care o admiră și cu care petrece din ce în ce mai mult timp. Vede însă în Pascalopol un rival. La începutul lunii august, Olimpia, cel mai mare copil al Aglaei, își face apariția acasă împreună cu Stănică, concubinul ei, cu care are un copil. Simion nu-și recunoaște fiica și refuză să-i dea o casă de locuit și zestrea sa. Stănică, prin minciuni și scrisori adresate domnului Pascalopol cum că se împușcă, reușește să strângă ceva bani de la toți și să-l înduplece pe Simion cu motivarea că mai are câteva luni de trăit, să-i dea zestrea Olimpiei. La invitația lui Pascalopol, Felix și Otilia se duc la moșia acestuia, unde tinerii profită de timpul petrecut împreună, iar după două săptămâni revin acasă. Între timp, fiul Olimpiei și al lui Stănică, Aurel Rațiu, moare, iar tatăl, înduioșat, îi publică în ziar decesul, amintind toate rudele, în speranța de a obține cât mai mult sprijin financiar. Stănică este interesat de averea lui moș Costache și în acest scop îl aduce pe un oarecare doctor Vasiliade pentru a-i pune diagnosticul că este bolnav. Singurul care descoperă planul este Pascalopol, care îl avertizează pe bătrân.
Între Felix și Otilia se clădește o relație profundă de prietenie și atașament. Felix îi mărturisește iubirea, iar Otilia pare și ea înduioșată, însă privește totul în mod copilăresc. Grija sa pentru Felix pare mai mult a unei surori. Rușinat, Felix își pune pe hârtie toate sentimentele sale, trimițându-i Otiliei scrisoarea, însă ea nu-i dă nici un răspuns. Într-un moment de gelozie, Felix o roagă pe Otilia să nu se mai întâlnească cu Pascalopol, însă tot el, invitat de acesta la el acasă, își dă seama de greșeala făcută față de Otilia. În casă discuțiile despre adopția Otiliei de către moș Costache declanșează un nou val cu scandaluri din partea Aglaei. În cele din urmă, fata îi cere lui moș Costache să nu întocmească formalitățile de adopție și pleacă cu Pascalopol la Paris, spre surprinderea lui Felix, care rămâne dezamăgit. El se refugiază în brațele unei curtezane, Georgeta. Felix are ocazia să-l cunoască pe Weissmann, un coleg de facultate care-i trezește pasiuni nebănuite pentru poezie. Discuțiile avute cu acesta îi dezvăluie situația materială dificilă a studentului, dar și spiritul practic al acestuia, care face injecții și consultă diferite persoane pentru a-și întreține frații și surorile. Cina la restaurantul domnului Iorgu în cinstea aniversării fiicei sale minore îi reunesc la aceeași masă pe Georgeta cu generalul, pe Stănică, Olimpia, Aglae, Titi, Felix și moș Costache. Aglae pare foarte interesată de viitorul fiicei celor două gazde, în speranța că o va căsători cu Titi, în timp ce Felix se simte din ce în ce mai jignit de purtările Georgetei. La început, după o ușoară criză, familia Tulea ignoră purtările lui Simion, care începuse să aiureze, însă văzând că situația devine insuportabilă, Aglae ajutată de Stănică și de Weissmann îl duc la un sanatoriu. Titi se află în centrul atenției pentru Aglae care urmărește să-l însoare cât mai bine spre dezamăgirea Auricii și a Olimpiei. O nepoată a sa de 16 ani pe nume Lili își manifestă dorința de a se căsători, iar Stănică îl recomandă tatălui acesteia pe Felix Sima, în special pentru că dorea a aduce în rândurile familiei sale și oameni culți. Felix visează că Otilia cântă la pian, însă spre surprinderea sa totul pare a fi realitate. Revăzându-se, cei doi povestesc îndelung, în timp ce Felix se simte tot mai atras de Otilia și de schimbarea acesteia. Moș Costache are planurile sale cu cei doi tineri, începând să adune materiale de construcții pentru o casă unde cei doi, Felix și Otilia aveau să stea după moartea sa. Stănică îi face cunoștință lui Felix cu Lili, spre supărarea lui Titi, care este atras de fată și nu înțelege de ce toate sunt atrase de băiatul doctorului Sima. Din cauza unei ușoare insolații și a efortului, moș Costache are un atac, în urma căruia toată familia Tulea își petrece două zile în casa bătrânului ignorând boala acestuia. Pascalopol aduce un doctor avizat, profesor la universitate, care recomandă multă liniște și odihnă bolnavului.
Moș Costache se însănătoșește și îi alungă din casă pe toți cei din familia Tulea fiind de acord cu propunerea lui Pascalopol de a deschide un cont în bancă pe numele Otiliei cu suma de 300.000 lei, însă nu-i dă banii, încrezându-se în sănătatea sa. Moșierul deschide contul și depune în el 100.000 lei pe numele Otiliei. După infarct, moș Costache devine din ce în ce mai speriat de moarte, la aceasta contribuind și Stănică care îi povestea tot felul de nenorociri. Consultă diferiți doctori, urmează chiar un tratament cheltuind bani pe medicamente și invită preoții să-i sfințească casa. Vinde apoi anumite imobile și aduce în casă o menajeră pe nume Paulina, dar care nu stă mult pentru că bătrânul îi descoperă interesul față de averea sa. Aurica se spovedește preotului Țuică, mărturisindu-i dorința de a se căsători cu un evreu și anume cu Weissmann, iar Stănică o îndeamnă pe Otilia să-l convingă pe Felix să se căsătorească cu Lili. Moș Costache îi dăruiește lui Pascalopol 100.000 lei pentru Otilia. Stănică, după îndelungi căutări află locul unde sunt ascunși banii și-l jefuiește. Moș Costache este surprins de atac și, în urma efortului, moare. Stănică divorțează de Olimpia și se căsătorește cu Georgeta, iar apoi intră în politică. Otilia se căsătorește cu Pascalopol și pleacă împreună la Paris. Felix, cu ocazia războiului, devine doctor, apoi profesor universitar și se căsătorește bine, intrând în cercuri înalte. Se întâlnește întâmplător cu Pascalopol în tren și află că acesta a divorțat de Otilia, fiind acum căsătorită cu un om bogat din Buenos Aires. Fotografia arătată nu mai aduce nimic din ceea ce era odinioară Otilia. Amintirile acelei idile se năruiesc în cuvintele lui moș Costache: „Aici nu stă nimeni”.

## Personaje
Portretizarea personajelor se face prin tehnica balzaciană a descrierii mediului și a fizionomiei. Astfel tipologiile clasice (avarul, ipohondrul, gelosul) sunt introduse într-un context social care le conferă o dimensiune psihologică, transformând realismul tradițional într-o comedie umană. 
Ca trăsătură a esteticii moderne, autorul ambiguizează personajele și arată de asemenea un interes pentru procese psihice deviante care au la bază ereditatea și mediul: alienare, senilitate (naturalism).

### Otilia Mărculescu
Personajul eponim al romanului, Otilia este fiica vitregă a lui Costache Giurgiuvean, din a doua căsătorie. În stil caracteristic balzacian, aparența acesteia este surprinsă cu precizie de „ochiul de estet” al lui Felix: „fata părea să aibă vreo 18-19 ani. Fața măslinie, cu nasul mic și ochii foarte albaștri arată și mai copilaroasă între multele bucle și gulerul de dantelă. Însă în trupul subțiratic, cu oase delicate de ogar, de un stil perfect, fără acea slăbiciune suptă și pătată a Aureliei, era o mare libertate de mișcări, o stăpânire desăvârșită de femeie”. Caracterizată indirect de mediu, aceasta iese în evidență prin contrast, într-o societate burgheză snoabă și delăsătoare, Otilia fiind mereu atentă la aparențe. Prin antiteză, aceasta apare ca opusul Auricăi, prin feminitatea ei misterioasă și rafinată.
Pe plan social, Otilia se erijează rapid în adevărată stăpână a casei, la care Felix învață să se ducă pentru fiecare problemă. Aceasta o pune, în conflictul financiar existent, într-o poziție opusă familiei Tulea, ca o rivală pentru averea lui Costache.

### Felix Sima
Este  protagonist, dinamic și complex, participând la acțiune în calitate de martor și „purtător de cuvânt” al naratorului. Statutul său social și psihologic îl încadrează în categoria intelectualilor de elită, autentici. 
Unul dintre cele două planuri ale romanului este drumul formării unui tânăr, acesta fiind Felix Sima. Cariera lui Felix se împlinește în mod strălucit (devine doctor), dar căsătoria nu-l va încadra în armonia cosmică, privilegiu pe care-l au numai cuplurile bazate pe iubire.

### Leonida Pascalopol
Moșierul este un aristocrat care își caută ieșirea din blazare prin lux și rafinament spiritual. Trăiește și el un sentiment complex de paternitate, căruia i-a găsit un paliativ în familia lui moș Costache. El se autocaracterizează într-o convorbire cu Felix astfel:
Eu, domnule Felix, dă-mi voie să mă mărturisesc dumitale ca unui prieten, n-am fost fericit în căsnicie. Întâia soție nu mi-a dat cinstea ce mi se cuvenea. În sufletul meu de moșier prozaic se ascunde puțin romantism. O cunosc pe Otilia de când era mică și pot spune că a crescut sub ochii mei. Dacă Dumnezeu mi-ar fi dat libertatea să-mi fac femeia cum vreau eu, aș fi făcut-o ca pe domnișoara Otilia. O iubesc și eu în felul meu, scumpe domnule Felix, pe Otilia, și poate că nu mă înșel când îți afirm că și ea mă iubește pe mine. Nici nu e greu, fiindcă un dezamăgit ca mine e un om fără pretenții. Eu nu i-am cerut niciodată nimic domnișoarei Otilia și n-am prea stat ca să disting ce e patern și e ce viril în dragostea mea.(...) S-a format între noi o rudenie sui generis...
Domnule Felix, mi-ai întunecat existența, îți spun drept, mi-ai stricat niște nevinovate tabieturi de celibatar. Am nevoie de domnișoara Otilia, ea e micul meu vițiu sentimental. Dacă nu pot fi un amant, rămân totdeauna un neprețuit prieten și părinte.

### Costache Giurgiuveanu
Pivotul romanului; cu psihologia sa de avar, controlează și conflictul financiar și pe cel erotic, între Felix și Otilia. Acțiunea romanului începe cu prima întâlnire între el și Felix și se termină cu moartea lui. Avariția lui moș Costache este îndulcită de sentimentul patern pe care îl manifestă față de Otilia, un sentiment însă care nu se realizează și este repetat umbrit de teama pentru averea lui. Mai mult, afecțiunea față de "fetița" sa apare și ca o compensație morală pentru averea mamei Otiliei, pe care și-a însușit-o fără vreo formă legală, fapt ce a cauzat moartea acesteia și care condiționează acum starea materială a Otiliei. Propriu-zis, o bună parte din averea lui moș Costache e averea mamei Otiliei, respectiv a Otiliei, pe care și-a însușit-o prin drept familial. 
De la începutul romanului, personajul apare în această postură. Tentativa de a nu-l primi pe Felix, deși îi este unchi și tutore - adică administrator al averii acestuia până la majorat - îl definește ca atare, precum furtul meschin din veniturile acestuia, dar și de la Pascalopol. Cumpără material demolat, mai ieftin, sau încearcă la mai multe farmacii ca să vadă la care e mai ieftin, pentru câteva centime. Mănâncă lacom la masa oferită de un fost chiriaș devenit proprietar, dar aproape că nu-i dă bani Marinei pentru mâncare. Scena îmbolnăvirii subite, în care este rapid înconjurat de familia Tulea, dezvăluie elocvent izolarea indusă de teama pierderii averii. Otilia este singura care-i mai este alături, iubindu-l necondiționat, dar avariția lui îi îndepărtează repetat pe toți ceilalți, pe Felix, pe Marina, pe văduva care-l îngrijea, pe Pascalopol.
George Călinescu relevă în tușe grotești un personaj definit esențial printr-un singur aspect, prin nenumărate instanțe de comic de situație. Nici momentele de suferință ale bolnavului nu sunt lipsite de ridicol. Moartea lui nu inspiră un sentiment tragic, ci unul comic, realizat parcă de o farsă a destinului. La capătul consecințelor avariției lui moș Costache se profilează situația precară a Otiliei. Aceasta nu este înfiată și beneficiază doar de o mică parte din banii lui, lăsați în pază lui Pascalopol. Prin acest personaj, autorul romanului condamnă societatea epocii, care a generat oameni cu asemenea vicii dezumanizante.

### Aglae Tulea
Baba absolută, aceasta este caracterizată succint într-o convorbire dintre Felix si Weissmann
„... așa o femeie rea ca mătușa dumitale, să nu te superi, n-am văzut... Este baba absolută, fără cusur în rău, pot să jur. Bărbatul ei înnebunea și fără infecție.”
Sora lui moș Costache este asemenea lui: definită de dorința de a se îmbogăți, mai cu seamă moștenind banii bătrânului. Astfel, ea devine autoritară și agresivă în fața slăbiciunii, "ca un comandant de militărie", fără nici un considerent moral, caracteristici relevate vibrant de scena ocupării casei fratelui ei în momentele lui de boală. Angrenând toată familia Tulea în urma ei, veghează înfrigurată ca Felix și Otilia să nu înstrăineze ceva în timp ce ceilalți mută și scotocesc mobilierul în căutarea banilor. 
„În vreme ce cadavrul stătea inert peste plapumă și începuse să ia tonuri ceroase, Aglae, Olimpia, Aurica și Titi scotoceau în toate părțile, trăgeau sertarele, desfăceau garderobul, căutau prin sobă (...) Furioasă, Aglae trânti ușile dulapurilor, trase covoarele, fără să le mai aseze la loc, desfăcu cutiile mari de la masa de joc și de la cea din sufragerie (...). Negăsind nimic în haine, trase perna de sub capul lui moș Costache, privi pe sub cearceaf, apoi ridică cu putere salteaua, răsturnând cadavrul spre perete.”
Despotismul Aglaei se exercită asupra întregii familii, influențând până și alegerea lui Costache de a o înfia pe Otilia. Timorați, Otilia și Felix o contemplă cu dezgust și dispreț:
„...în familia în care mă aflu unul pândește pe celălalt și-l cred capabil pe fiecare, pentru bani, de cele mai mari mârșăvii.” (Felix)
S-a observat că, totuși, Aglae își apără copiii și că goana ei fără scrupule după averea lui moș Costache are o justificare în acest scop. Pledează ca Simion să-i dea zestrea Olimpiei, soția lui Stănică, îi caută zadarnic un soț Auricăi, îl ține sub aripa ei pe nevolnicul Titi. În același timp, însă, îl aruncă în ospiciu pe Simion fără remușcări, pentru a se elibera de povară, ca să-și trăiască viața. Avidă de avere, Aglae nu cunoaște limite morale și manifestările ei se dezlănțuie spasmodic și fără ezitare.

### Stănică Rațiu
Arivistul fără scrupul moral și escrocul locvace, Stǎnicǎ este un avocat fără procese care își exercită debitul verbal în sânul familiei și în cercul prietenilor. Temele lui favorite sunt paternitatea, căsătoria, familia. Patosul discursului ocazional, instantaneu, este rezultatul unei experiențe câștigate și pe care o repetă cu orice prilej. Obiectivul urmărit este banul, pe care nu se sfiește să-l dobândească de la oricine și în orice calitate. 
Activitatea lui constă în general în căutarea unor căi de a obține bani, de la oricine, fără discriminare: Otilia, Felix și de la Pascalopol, și de la Marina, ca și de la rudele sale. Nu pierde nicio ocazie să "ciupească", încredințat că va putea pune odată mâna pe banii lui moș Costache, pe care, într-adevăr, îi fură pur și simplu. Îmbogățit, o părăsește pe Olimpia, căsătorindu-se cu Georgeta; ajunge chiar prefect într-o scurtă guvernare, este proprietarul unui block-haus și patronează tripouri și cercuri de morfinomani. Stănică este și el un produs al societății capitaliste, încadrându-se în seria tipologică reprezentată de Dinu Păturică, Tănase Scatiu, Gore Pirgu și Iancu Urmatecu, eroul romanului lui Ion Marin Sadoveanu.
În zugrăvirea tipului, Călinescu folosește o diversitate stilistică ce îl transformă într- "o figură extraordinară", cum observă criticul Ovid S. Crohmălniceanu, care adaugă: "volubilitatea personajului are atâta intensitate vitală, încît ridică arta de a trivializa orice lucru și de a-l umfla fantastic la o adevărată perfecțiune. În materie de demagogie și versatilitate, Stănica are geniu. Nu e foarte departe de adevăr când spune: „He, he, Stănică e profund, degeaba încercați dumneavoastră să-l luați peste picior.” Dacă Stănică „are geniu”, acesta e un geniu al răului.

### Simion Tulea
Simion Tulea simbolizează în roman maniacul decrepit, căzut în senilitate.

### Aurica Tulea
Aurica Tulea reprezintă tipul fetei bătrâne.

### Titi Tulea
Reprezintă tipul debilului mintal.

### Olimpia
Potrivit lui Călinescu, Olimpia o reprezintă pe femeia placidă.

### Georgeta
Reprezintă tipul femeii ușoare. În text e descrisă ca fiind o femeie de moravuri ușoare, care se lasă condusă de bani și manipulată de cei ce dețineau bani. Fiind o femeie frumoasă, din punct de vedere al aspectului fizic reușea să iși câștige banii foarte ușor. Era o femeie  relativ înaltă, cu părul lung, șaten, ochii căprui și un zâmbet fermecător.

## Încadrare în specie
În general opera epică este percepută ca fiind un ansamblu de convenții și procedee literare capabilă să întrețină curiozitatea cititorului în așa fel încât să poată ignora ideea că este vorba de un univers care ține strict de spațiul imaginar. Deși fictiv, acest univers are totuși o anumită ordine și coerență date în primul rând de structurile specifice: construcția subiectului și construcția discursului epic. 
Romanul Enigma Otiliei, scris de George Călinescu, se încadrează curentului literar realist.

## Teme principale
După temele folosite, romanul este balzacian și citadin, aspect al modernismului lovinescian. O frescă a burgheziei bucureștene de la începutul secolului al XX-lea (1909-1911), opera prezintă aspectele ei caracteristice din perspectiva social economică (moștenirea averii lui Costache Giurgiuveanu). Pe acest fundal se profilează și maturizarea lui Felix care-i oferă caracterul de bildungsroman.
Calitatea realist-balzaciană este întărită de folosirea motivelor moștenirii și paternității.

## Structură
Romanul, alcătuit din douăzeci de capitole, este construit pe mai multe planuri narative, care urmăresc destinul diferitelor personaje, conferind dimensiune celor două conflicte. 
Dintre cele două planuri principale, un plan urmărește familia Tulea și lupta acestora pentru moștenirea lui Costache Giurgiuveanu și pentru înlăturarea Otiliei. Celălalt urmărește progresul și maturizarea lui Felix, care, rămas orfan, vine să studieze medicina în București. Planurile secundare sunt utilizate pentru a susține imaginea amplă a societății citadine.
Acțiunea este redată prin înlănțuire, completată cu inserția unor micronarațiuni. Descrierea spațiilor și a vestimentației susține impresia unui univers autentic, iar prin observație și notarea detaliilor semnificative, aceasta devine un mijloc de caracterizare indirectă și de conturare a caracterelor. 

### Titlu
Titlul inițial al operei Părinții Otiliei reprezintă motivul balzacian al paternității, o aluzie la felul în care fiecare personaj determină soarta acesteia. Schimbarea titlului mută accentul pe misterul comportamentului ei.

### Conflictul romanului
În prim plan conflictul e determinat de încercările membrilor din familia Tulea de a pune mâna pe averea lui Costache Giurgiuveanu.
În cel de-al doilea plan conflictul erotic izbucnește între Otilia și Felix.

### Finalul
Finalul cărții este închis, urmat de un epilog.
Simetria acestuia cu începutul se realizează prin descrierea străzii și a casei lui Costache Giurgiuveanu din perspectiva exterioară a lui Felix, în două momente diferite ale existenței sale (în adolescență și aproximativ zece ani mai târziu, „după război”). Romanul se încheie cu aceeași replică a unchiului său: „nu, nu stă nimeni aici, nu cunosc”, amintită de Felix.

## Adaptare cinematografică
Cartea a fost adaptată pentru prima dată în 1972 sub numele Felix și Otilia de către studioul cinematografic "București". În rolurile principale au jucat Radu Boruzescu ca Felix, Julieta Szönyi în rolul Otiliei și Hermann Chrodower (Costache Giurgiuveanu) în regia lui Iulian Mihu.